# NGC 2826
NGC 2826 é uma galáxia espiral (S0-a) localizada na direcção da constelação de Lynx. Possui uma declinação de +33° 37' 25" e uma ascensão recta de 9 horas, 19 minutos e 24,1 segundos.
A galáxia NGC 2826 foi descoberta em 13 de Março de 1850 por William Parsons.